# تاكومي أوزاوا
تاكومي أوزاوا (尾澤拓実 أوزاوا تاكومي) هي ملحنة يابانية ولدت في 1 فبراير 1973 في شينجوكو، طوكيو.

## أعمالها في الأنمي

### مسلسلات أنمي تلفزيونية
- اختطاف الذئب
- أريا الرصاصة القرمزية
- ديفاين غيت

## وصلات خارجية
- تاكومي أوزاوا على موقع IMDb (الإنجليزية)
- تاكومي أوزاوا على موقع ميوزك برينز (الإنجليزية)
- تاكومي أوزاوا على موقع قاعدة بيانات الفيلم (الإنجليزية)